# George Tomaziu
Gheorghe  Tomaziu (n. 4 aprilie 1915, Dorohoi – d. 3 decembrie 1990, Paris) a fost un pictor, grafician, memorialist și poet român, absolvent al Academiei de Arte Frumoase din București la clasa maestrului Francisc Șirato.

## Biografie
George Tomaziu s-a născut în familia lui Gheorghe Tomaziu de profesie avocat, căsătorit cu Lucreția Enescu, verișoară cu George Enescu. Și-a petrecut copilăria în Dorohoi, făcând studiile gimnaziale în aceeași localitate. A urmat cursurile Liceului "Grigore Ghica Voievod" din Dorohoi. În perioada 1933 - 1936 este student în cadrul Academiei de Arte Frumoase din București fiind elevul lui Francisc Șirato cu care a susținut și licența în anul 1937. Face călătorii în Dresda, Viena și München și a fost ucenicul lui André Lhote la Paris între anii 1938 - 1939.
Înainte de al doilea război mondial, precum și în timpul conflagrației, a lucrat pentru serviciile secrete britanice, transmițând informații despre trupele germane de pe frontul de est și din România. Din toamna anului 1942 este admis și încadrat ca locotenent al Maiestății Sale britanice în cadrul Intelligence Service. Formează și organizează un grup clandestin de colaboratori din care făcea parte și Alexandru Balaci. A fost arestat în luna iunie 1944 și dus la Odobești, unde a fost bătut și anchetat pentru devoalarea rețelei de spionaj din care făcea parte. A fost eliberat în același an de la închisoarea Malmaison din București. În anul 1950, George Tomaziu este din nou arestat cu acuzația de spionaj în favoarea Marii Britanii și a fost condamnat de către Tribunalul Militar din București la 15 ani de muncă silnică. Tomaziu, așa cum a rămas consemnat în memoriile sale, a fost susținut în timpul procesului de către Geo Bogza. În momentul arestării i-a fost confiscată toată corespondența sa cu George Enescu. La eliberarea sa din luna septembrie 1963, i s-a interzis să expună și să se înscrie în Uniunea Artiștilor Plastici din România. În anul 1969 părăsește România și a locuit mai întâi la Londra și apoi la Paris. Deschide expoziții la Köln, Paris și Londra. A fost inclus de către Zahu Pană în antologia Poezii din închisori care a apărut în anul 1982. Colaborează la revista Ethos și Limite cu recenzii și versuri. Scrie la Paris în perioada 1976 - 1989 Jurnalul unui figurant în limba franceză. Acest jurnal conține amintiri din călătoriile sale dinainte de război prin Paris, München, Dresda, Viena, Berlin și Odesa. În acest jurnal povestește despre arestările sale, tratamentul și anchetările la care a fost supus în închisorile Aiud și Jilava din Republica Populară Română.
Pe lângă motivele legate de apartenența sa la rețele de spionaj britanice pe teritoriul României au existat voci care susțin că arestările sale au fost determinate și de orientarea sa sexuală.
George Tomaziu a fost și ilustrator de carte și reviste, așa cum a fost revista Lumea condusă de George Călinescu. A ilustrat de asemenea o ediție pentru bibliofili a cărții lui Mateiu I. Caragiale - Craii de Curtea-Veche.

## Perioada figurativă1944-1969
În care preocuparea principală a artistului este crearea de armonii cromatice și senzații optice prin jocul lumină - culoare. O influență majoră în operele de început o are maestrul Francisc Șirato .Aceasta primă perioadă a creației lui este marcată de evoluția de la stilul realist al lucrărilor de început, în care obiectele sunt identificabile și au contururi ferme.

## Luministică din perioada1948-1949
În care lumina albă, difuză ,este elementul principal iar obiectele nu mai au contururi și nici materialitate. În ultimele lucrări ale acestei perioade obiectele își pierd cu totul forma prin descompunere,lucrarile punând în evidență calitațile de colorist ale artistului.

## A doua etapă
A doua mare etapă din creația lui Tomaziu este cunoscută sub numele de Perioada Franceză și cuprinde lucrările realizate după 1970 anul în care artistul s-a stabilit la Paris. În această perioadă Tomaziu traversează mai multe etape ,trecând prin Abstracționism Proximite, Suprarealism De l orchidee și Expresionism abstract Mystere du metro. Artistul este preocupat mai mult de ritm și armonie ,sesnțializează formele și creează asocieri interesante între culori transparente și opace. În aceasta ultima etapă lucrarile abstracte coexistă cu figurativul.

## Grafică
Grafica lui George Tomaziu este mai unitară decât pictura și cuprinde autoportrete peisaje și portrete realizate în creion, acuarelă, laviuri, marcând evoluția artistului de la realism la expresionism. Lucrări de George Tomaziu se află la Vâlcea (Colecția Gheorghe Anghel) precum și în colecții din Danemarca, Finlanda, Franța, Germania, Marea Britanie.